# Вільська сільська громада
Вільська сільська об'єднана територіальна громада — колишня об'єднана територіальна громада в Україні, в Черняхівському районі Житомирської області. Адміністративний центр — село Вільськ.
Площа громади — 171,2 км², населення — 3138 мешканців (2018).

## Населені пункти
До складу громади входили 12 сіл: Вишпіль, Вільськ, Зороків, Іванків, Івановичі, Ксаверівка, Крученець, Новопіль, Окілок, Перемога, Щербини та Ялинівка.

## Історія
Утворена 7 вересня 2016 року шляхом об'єднання Вільської, Зороківської, Ксаверівської та Новопільської сільських рад Черняхівського району.
15 квітня 2020 року Кабінет Міністрів України затвердив перспективний план формування територій громад Житомирської області, в якому Вільська ОТГ відсутня, а Вільська, Зороківська, Ксаверівська та Новопільська сільські ради включені до Оліївської сільської територіальної громади.
Відповідно до розпорядження Кабінету Міністрів України № 711-р від 12 червня 2020 року «Про визначення адміністративних центрів та затвердження територій територіальних громад Житомирської області», територія громади увійшла до складу Оліївської сільської територіальної громади Житомирського району Житомирської області.

## Соціальна сфера
Станом на 2017 рік громада мала в користуванні 7 фельдшерсько-акушерських пунктів, 2 лікарські амбулаторії, 4 школи, 5 дитячих садків та 15 закладів культури.